# 엔피케이
엔피케이(NPK Co. Ltd.)는 대한민국의 플라스틱 복합소재 전문기업이다.  본사는 서울특별시 강남구 언주로30길13에 위치해 있다. 대표이사는 최윤혁이다. 2000년 10월에 KOSDAQ에 상장되었다.
- 참고 문헌

1. ↑  유수현, 한국IR협의회 기업리서치센터, 기술분석보고서-엔피케이, 2023.12.07
2. ↑  황병우, 엔피케이, 최상건 대표 사임…최윤혁 단독대표 체제 전환, 블로터, 2024.03.27